# James Shirley Hibberd
James Shirley Hibberd (1825, East End de Londres - 1890, Kew) fue un jardinero, horticultor, y botánico inglés.

## Biografía
Fue uno de los escritores de jardinería más populares y exitosos de la época victoriana. Fue un editor de mayor venta de tres revistas de jardinería, incluyendo Amateur Gardening, la única revista de jardinería del siglo XIX que todavía hoy se publica. Escribió más de una docena de libros sobre jardinería y varios más en la historia natural y otros temas relacionados. Promovió la jardinería de la ciudad, los acuarios, la apicultura, el vegetarianismo, reciclaje de agua, conservación del ambiente y la prevención de la crueldad con animales y aves, todo antes de que se tomaran como "causas" en el siglo XX. Lo más importante de todo, enseñó y promovió la jardinería de aficionados antes de que fuera aceptable entre el establecimiento de jardinería, y ayudó a fundar toda la industria de consumo en la jardinería de aficionados que tenemos hoy.

## Algunas publicaciones
- 2013. The Amateur's Flower Garden: A Handy Guide to the Formation and Management of the Flower Garden and the Cultivation of Garden Flowers. Cambridge Library Collection - Botany and Horticulture. Ed. ilustr. de Cambridge Univ. Press, 306 pp. ISBN 1108055346, ISBN 9781108055345

- 1870. Field flowers, 160 pp.

## Honores

### Eponimia
Especies
- (Berberidaceae) Berberis hibberdiana Ahrendt[1]

- (Nepenthaceae) Nepenthes × hibberdii Williams[2]
- La abreviatura «Hibberd» se emplea para indicar a James Shirley Hibberd como autoridad en la descripción y clasificación científica de los vegetales.[3]

Se poseen 9 registros IPNI de sus identificaciones y clasificaciones de nuevas especies.